# 梅森-迪克森線
梅森—迪克森線（英語： 或 ），也譯爲梅森—狄克森线、梅森—狄克逊線，爲美国宾夕法尼亚州与马里兰州、马里兰州与特拉华州之间的分界线，於1763年至1767年由英国测量家查尔斯·梅森（英語：Charles Mason，1728年4月—1786年10月25日）和英国测量家、天文学家杰里迈亚·迪克森（英語：Jeremiah Dixon，1733年7月27日—1779年1月22日）共同勘測後確定。美國内战期间成为自由州（北）与蓄奴州（南）的界线。

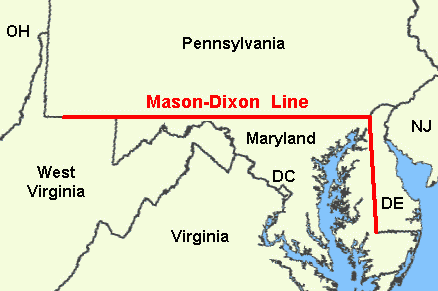
梅森—迪克森線（39°43′N 75°47′ W）

## 历史
分界線訂立的目標是終結英屬马里兰省與宾夕法尼亚省（以及當時是宾夕法尼亚省一部分的特拉華殖民地）間的邊界爭議。

## 地理
梅森-迪克森線以北緯39度43分20秒（WGS84）做為現今賓州與西維吉尼亞州和馬里蘭州的州界線，但並非完全直線，多座界碑立於北緯39度43分15秒至39度43分23秒之間。另以西經75度47分做為馬里蘭州與德拉瓦州的州界線。